# Roca del Coix
La Roca del Coix és una muntanya de 619 metres que es troba al municipi de Canet d'Adri, a la comarca del Gironès.